# استفان لرچ
استفان لرچ (انگلیسی: Stephan Lerch؛ زادهٔ ۱۰ اوت ۱۹۸۴) بازیکن فوتبال است.